# Kees Mijnders
Cornelis Lambertus Mijnders (Eindhoven, 28 de setembro de 1912 - 1 de abril de 2002) foi um futebolista neerlandês, que atuava como atacante.

## Carreira
Kees Mijnders fez parte do elenco da Seleção Neerlandesa de Futebol que disputou a Copa do Mundo de 1934.

## Ligações Externas
- Perfil em Fifa.com (em inglês)